# Липов дол
Липов дол (на македонска литературна норма: Липов Дол) е село в Община Щип, Северна Македония.

## География
Липов дол е селце разположено на 6 километра югоизточно от град Щип.

## История
В XIX век Липов дол е едно от не многото изцяло български села в Щипска кааза на Османската империя. Според статистиката на Васил Кънчов („Македония. Етнография и статистика“) от 1900 година селото (Липовъ Долъ) има 90 жители, всички българи християни.
Населението на селото е под върховенството на Българската екзархия. В статистиката на секретаря на екзархията Димитър Мишев от 1905 година („La Macédoine et sa Population Chrétienne“) Липов дол е посочено като село със 120 жители българи екзархисти.
При избухването на Балканската война в 1912 година 1 човек от Липов дол е доброволец в Македоно-одринското опълчение.
След Междусъюзническата война в 1913 селото остава в Сърбия.

## Личности
Родени в Липов дол
- Гиго Арсов, македоно-одрински опълченец, 21-годишен, земеделец, 1 рота на 3 солунска дружина и 15 щипска дружина, носител на бронзов медал[4]